# Aloe mawii
Aloe mawii är en grästrädsväxtart som beskrevs av Hugh Basil Christian. Aloe mawii ingår i släktet Aloe och familjen grästrädsväxter. Inga underarter finns listade i Catalogue of Life.

## Bildgalleri

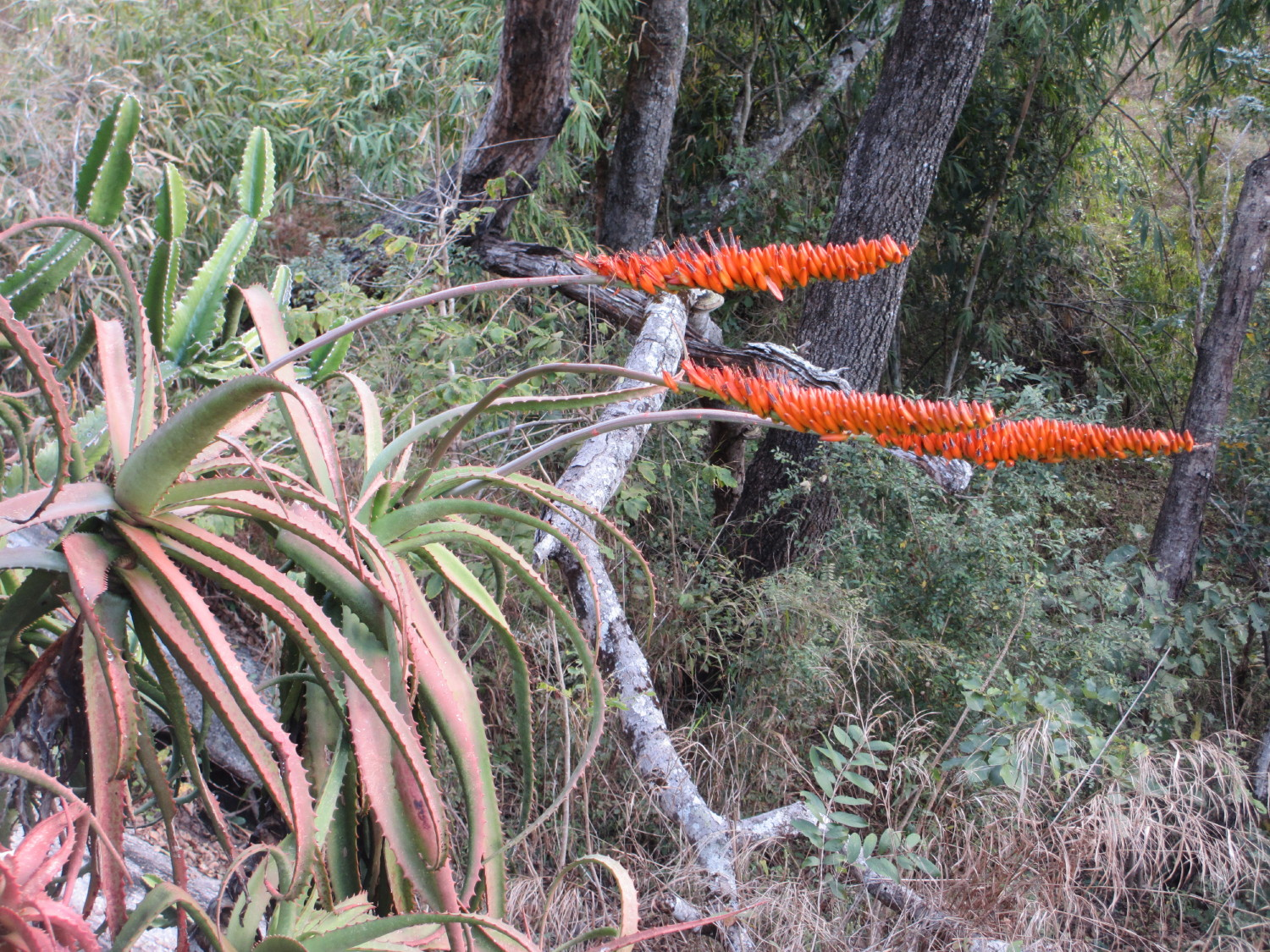
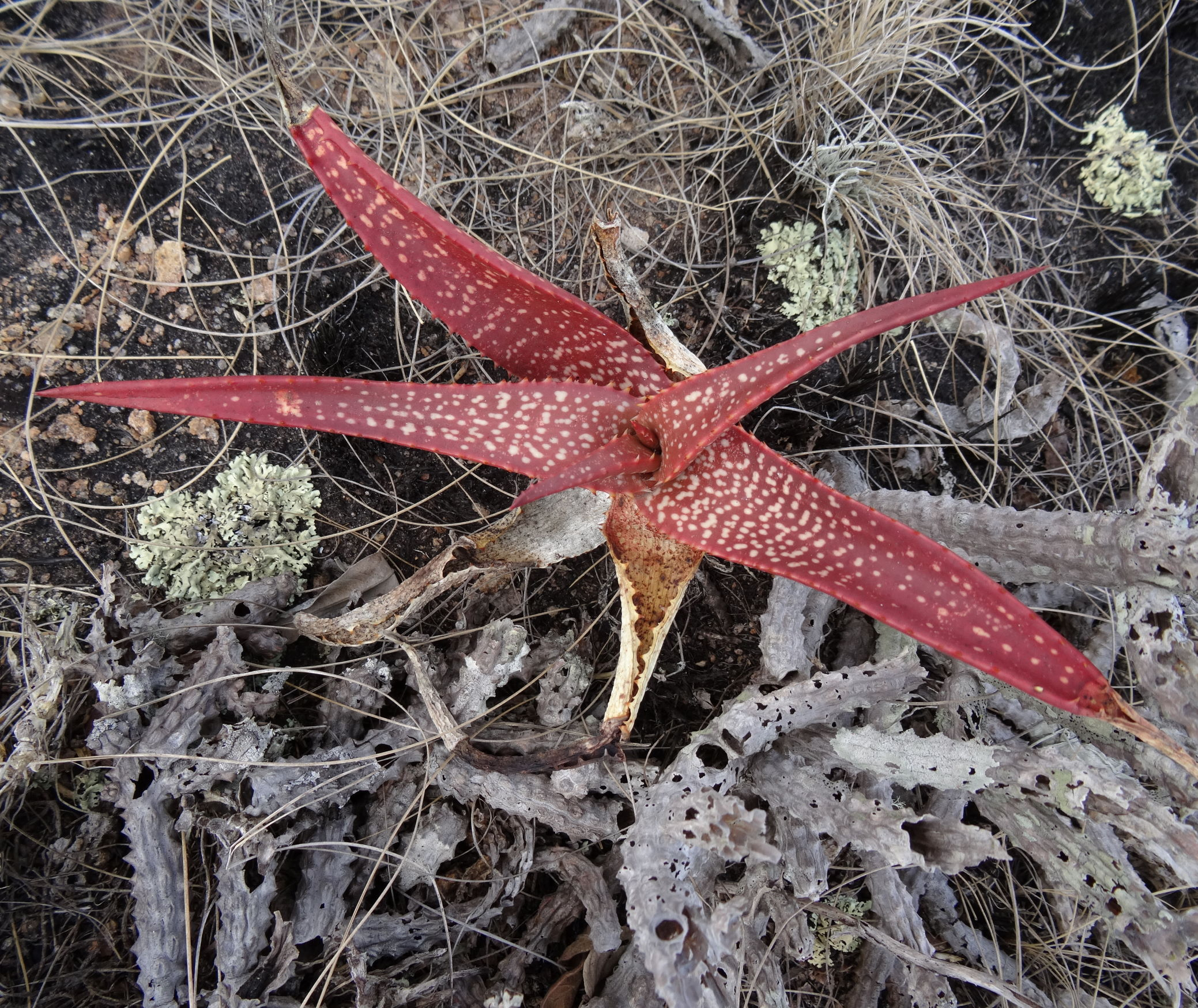
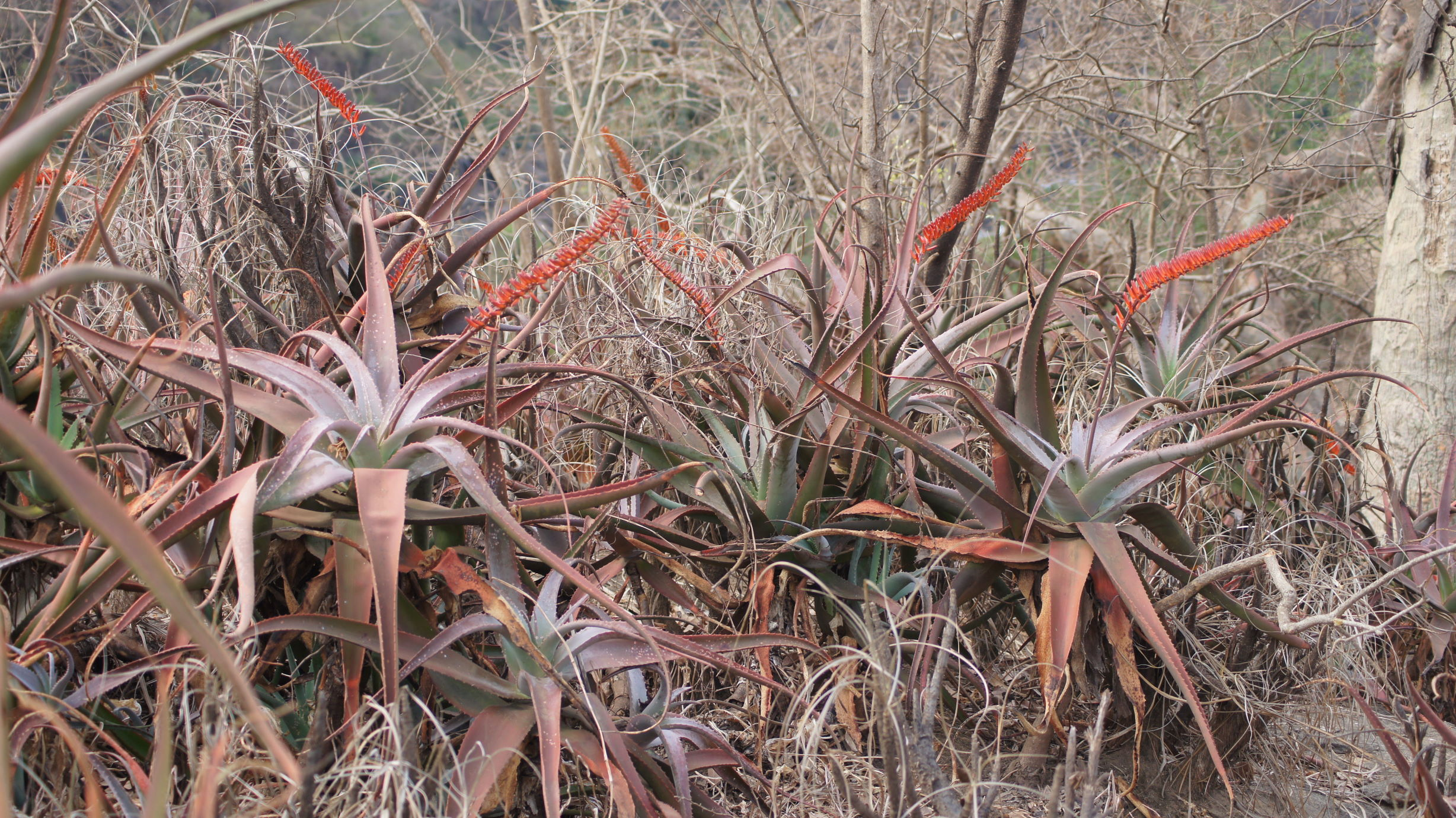
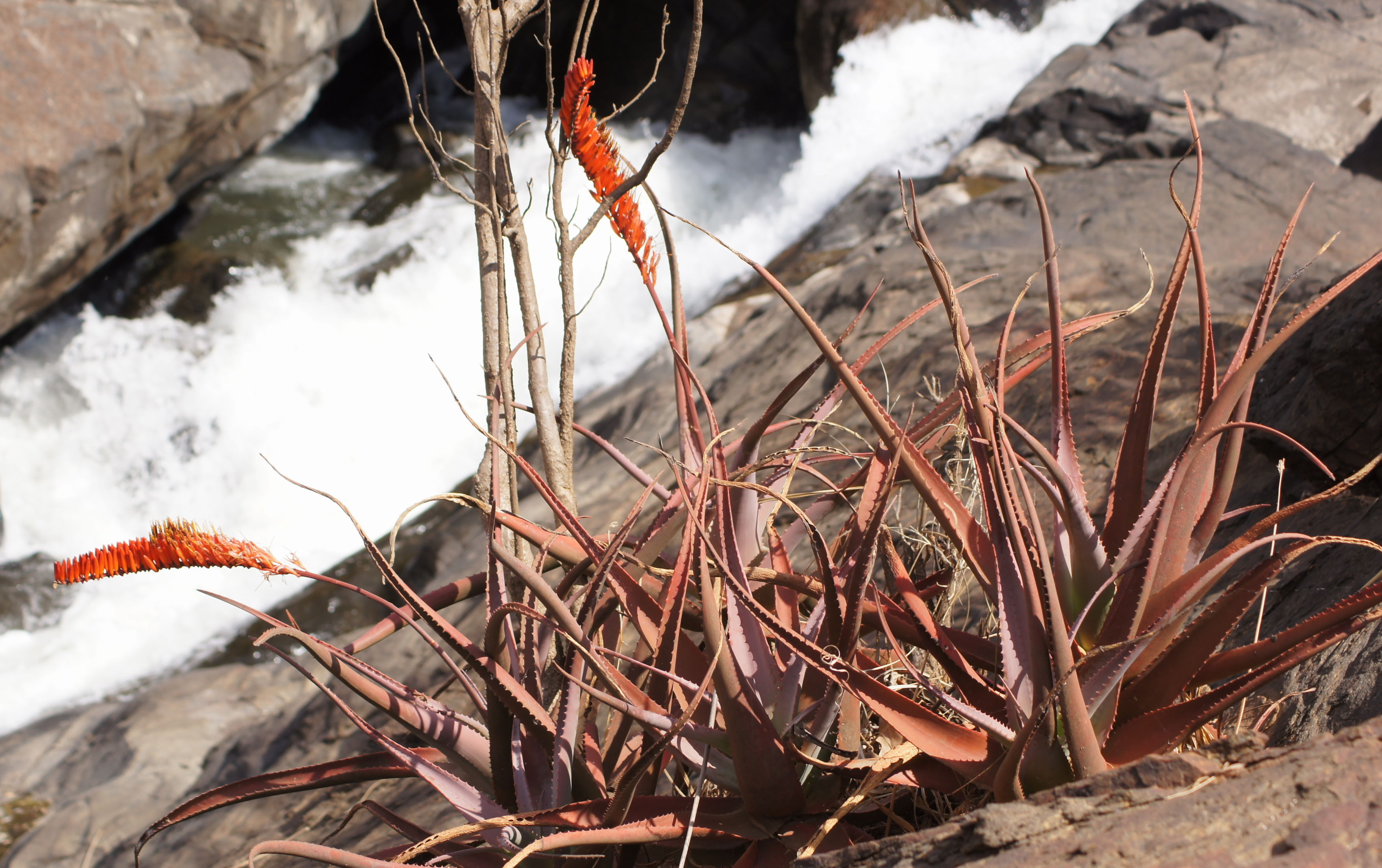